# Referendum über die Mitgliedschaft der Republik Moldau in der Europäischen Union 2024
Beim Referendum über die Mitgliedschaft der Republik Moldau in der Europäischen Union (rumänisch Referendum Republican Constituțional) stimmten am 20. Oktober 2024 in der Republik Moldau die Bürger ab, ob das Ziel des EU-Beitritts in der Verfassung verankert wird. Der Vorschlag wurde mit knapper Mehrheit angenommen. Die zur Zeit des Referendums amtierende Präsidentin Maia Sandu warb dabei für die „Ja“-Seite. Am selben Tag fand auch der erste Wahlgang der Präsidentschaftswahl statt. Das Referendum war von Vorwürfen des massiven Stimmenkaufs, mit dem Ziel, damit ein „Nein“-Votum zu erreichen, überschattet.

## Hintergrund

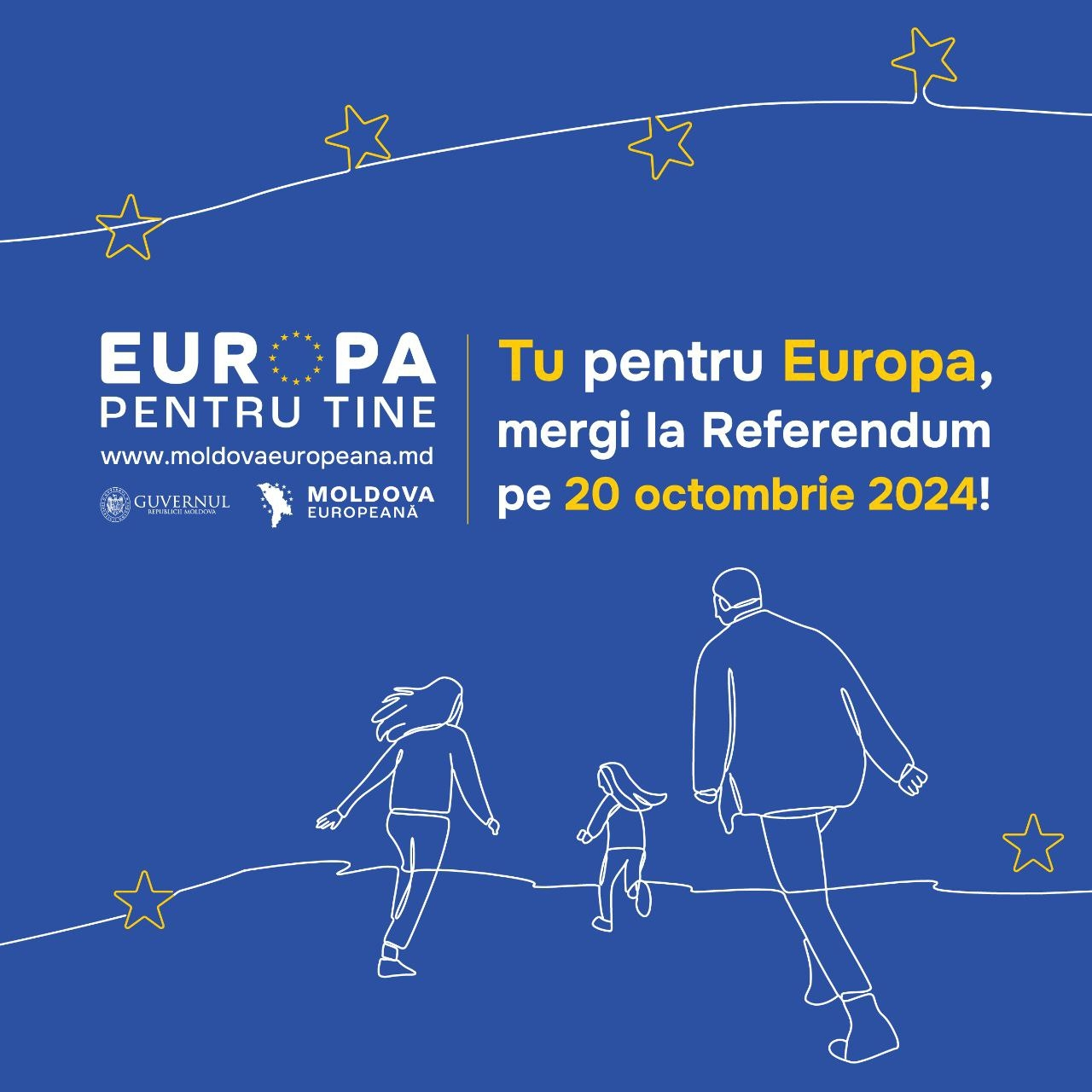
Logo der Pro-Bewegung

Im März 2022, nach dem russischen Einmarsch in die benachbarte Ukraine, stellte die Republik Moldau einen Antrag auf EU-Mitgliedschaft. Anschließend wurde dem Land im Juni desselben Jahres vom Europäischen Rat der Status eines Kandidatenlandes zuerkannt. Im Dezember 2023 gab der Europäische Rat seine Entscheidung bekannt, Beitrittsverhandlungen mit der Republik Moldau aufzunehmen. Das Land hat als Zieldatum für den EU-Beitritt das Jahr 2030 festgelegt.
Präsidentin Sandu hatte im Jahr 2023 ihre Absicht angekündigt, eine Wiederwahl anzustreben. Das Parlament beschloss, die Präsidentschaftswahl am selben Tag wie das Referendum abzuhalten. Darüber hinaus kündigte Sandu den Start einer Online-Plattform an, die darauf abzielt, für das Referendum zu werben und sich für die Vorteile einer EU-Mitgliedschaft für das Land einzusetzen. Beobachter stellten fest, dass Sandu sich darauf vorbereitet, ihre Bemühungen auf die EU-Integration zu konzentrieren, einen Bereich, in dem sie und ihre Partei PAS durchweg Erfolge erzielt haben, um wiedergewählt zu werden.
Am 21. März 2024 verabschiedete das 101 Abgeordnete umfassende Parlament mit 54 zu 0 Stimmen eine Resolution zur Fortsetzung der Bemühungen um einen Beitritt zur Europäischen Union. In der Erklärung heißt es: „Nur der Beitritt zu Europa kann die Zukunft des Landes als souveräner, neutraler und vollständig demokratischer Staat sichern.“ Während der Abstimmung verließen alle Oppositionsparteien den Parlamentssaal.
Bei einem Treffen in Moskau am 21. April 2024 kündigten fünf Oppositionsparteien, nämlich die Șor-Partei, die Wiederbelebungspartei, Chance, Victorie und die Alternative Kraft zur Rettung Moldawiens, die Bildung eines Bündnisses namens Victorie (Sieg) an, um sich gegen die EU-Mitgliedschaft zu stellen und engere Beziehungen zu Russland anzustreben. Auch die Gouverneurin von Gagausien, Evghenia Guțul, äußerte ihre Unterstützung für die Bewegung, die sich um den Șor-Parteiführer Ilan Șor dreht. Ilan Șor ist wegen Diebstahls von fast einer Milliarde Euro aus drei Banken in Moldau zu 15 Jahren Haft verurteilt worden. Er lebt im Ausland (wahrscheinlich in Russland). Der moldauische Infrastrukturminister Andrei Spînu bezeichnete die Mitglieder der Koalition als Verräter und deutete an, dass die Koalition „direkt neben dem Kreml“ gebildet worden sei.

## Positionierungen der politischen Kräfte
Die Zentrale Wahlkommission der Republik Moldau hatte die Parteien registriert, die an der Referendumskampagne teilnahmen. Von den 15 Parteien, die bis zum 20. September offiziell registriert wurden, waren 13 für die JA-Option (darunter die PAS von der amtierenden Präsidentin Maia Sandu) und zwei für die NEIN-Option. Außerdem beschlossen Parteien wie die Sozialistische Partei der Republik Moldau (PSRM) oder die Partei für Entwicklung und Konsolidierung der Republik Moldau (PDCM), das Referendum zu boykottieren.
| Position | Partei | Partei                                                      | politische Führer    | Nachweis |
| -------- | ------ | ----------------------------------------------------------- | -------------------- | -------- |
| Pro      |        | Partidul Acțiune și Solidaritate (PAS)                      | Igor Grosu           | [ 8 ]    |
| Pro      |        | Mișcarea Alternativa Națională (MAN)                        | Ion Ceban            | [ 8 ]    |
| Pro      |        | Demokratische Partei Moldaus (PSDE)                         | Ion Sula             | [ 8 ]    |
| Pro      |        | Blocul electoral „Împreună”                                 | Octavian Țîcu        | [ 8 ]    |
| Pro      |        | Partidul Ecologist Alianța Verde din Moldova (PV)           | Anatolie Prohnițchi  | [ 8 ]    |
| Pro      |        | Mișcarea Respect Moldova (MRM)                              | Eugeniu Nichiforciuc | [ 8 ]    |
| Pro      |        | Alianța Liberalilor și Democraților pentru Europa (ALDE)    | Arina Spătaru        | [ 8 ]    |
| Pro      |        | Coaliția pentru Unitate și Bunăstare (CUB)                  | Igor Munteanu        | [ 8 ]    |
| Pro      |        | Partidul Democrația Acasă (PPDA)                            | Vasile Costiuc       | [ 8 ]    |
| Pro      |        | Alianța pentru Unirea Românilor (AUR)                       | Boris Volosatîi      | [ 8 ]    |
| Pro      |        | Noua Opțiune Istorică (NOI)                                 | Vladimir Dachi       | [ 8 ]    |
| Pro      |        | Partidul Reîntregirii Naționale „Acasă“ (PRN)               | Valentin Dolganiuc   | [ 8 ]    |
| Pro      |        | Partidul politic Voinţa Poporului (PVP)                     | Nicolae Gîrbu        | [ 8 ]    |
| Pro      |        | Liberaldemokratische Partei Moldaus (PLDM) (ausgeschlossen) | Vladimir Filat       | [ 9 ]    |
| Contra   |        | Partei der Kommunisten der Republik Moldau (PCRM)           | Vladimir Voronin     | [ 8 ]    |
| Contra   |        | Partidul „Renaștere“ (PR)                                   | Natalia Parasca      | [ 8 ]    |
| Contra   |        | Partidul Politic „Șansă“ (PȘ) (ausgeschlossen)              | Alexei Lungu         | [ 7 ]    |
| Boykott  |        | Partei der Sozialisten der Republik Moldau (PSRM)           | Igor Dodon           | [ 7 ]    |
| Boykott  |        | Partidul Dezvoltării și Consolidării Moldovei (PDCM)        | Ion Chicu            | [ 7 ]    |
| neutral  |        | Partidul Nostru (PN)                                        | Renato Usatîi        | [ 7 ]    |

## Frage des Referendums
Auf den Stimmzetteln war die geplante Ergänzung der Verfassung im vollen Wortlaut abgedruckt. Die Änderungen umfassten die Änderung der Präambel der Verfassung, in der künftig die „europäische Identität des Volkes der Republik Moldau“, die „Unumkehrbarkeit des europäischen Kurses der Republik Moldau“ und die „Integration in die Europäische Union als strategisches Ziel der Republik Moldau“ betont, bzw. festgeschrieben werden sollten. Ein Ergänzungsartikel zur Verfassung sollte festlegen, dass der EU-Beitritt per Gesetzesbeschluss durch das Parlament erfolgen könne, und dass nach einem EU-Beitritt des Landes die Gesetze der Europäischen Union Vorrang vor den nationalen Gesetzen haben sollten. Am Ende des Stimmzettels wurden die Wähler gefragt:

„Susțineți modificarea constituției în vederea aderării Republicii Moldova la Uniunea Europeană?“

„Unterstützen Sie die Verfassungsänderung in Hinblick auf den Beitritt der Republik Moldau zur Europäischen Union?“

Als Antwort waren DA (Ja) oder NU (Nein) anzukreuzen.

## Russische Einflussnahme
Im Vorfeld der Abstimmung gab es Berichte über gezielte Einflussnahmen Russlands gegen das Referendum. Laut EEAS kam es zu einer „gezielten russischen Kampagne zur Einschüchterung und Einmischung“ und zu „massiver Propaganda aus Russland“. Präsidentin Sandu sagte diesbezüglich: „Wir haben es mit einem beispiellosen Angriff auf die Freiheit und die Demokratie in unserem Land zu tun.“ Wähler sollen von russischen Agenten bestochen worden sein, mit Nein zu stimmen: Rund 300.000 Nein-Stimmen sollen so mit mehreren Millionen Euro gekauft worden sein.

## Ergebnisse
Meinungsumfragen vor der Abstimmung hatten gezeigt, dass eine eindeutige Mehrheit der Befragten für den EU-Beitritt des Landes waren. Eine zentrale Sorge der Befürworter des EU-Beitritts war Beteiligung. Bei den letzten beiden Parlamentswahlen lag sie unter 50 Prozent, für das Referendum gilt ein Beteiligungsquorum von einem Drittel der Stimmberechtigten. Nach Schließung der Wahllokale um 21:00 Uhr Ortszeit zeigte sich, dass mehr als die Hälfte der Wähler zur Urne gegangen waren, davon sprach sich eine knappe Mehrheit für die Verfassungsänderung aus:
| Wahl                                | Stimmen   | %    |  |
| ----------------------------------- | --------- | ---- |  |
| Ja                                  | 749.719   | 50,4 |  |
| Nein                                | 739.155   | 49,6 |  |
| Gesamt                              | 1.488.874 | 100  |  |
|                                     |           |      |  |
| Ungültige Stimmen                   | 42.518    | 2,8  |  |
| Wähler                              | 1.531.392 | 50,7 |  |
| Wahlberechtigte                     | 3.020.814 |      |  |
|                                     |           |      |  |
| Quelle: Comisia Electorală Centrală |           |      |  |

## Ergebnis nach Kreisen

Ergebnis des Referendums nach Kreisen / Städten, Bezirken von Chișinău, Transnistrien und Gagausien sowie dem Ausland:

| Ja:   | 50–60 % | 60–70 % | 70–80 % |         |          |
| Nein: | 50–60 % | 60–70 % | 70–80 % | 80–90 % | 90–100 % |

| Kreis                                                    | Gültige Stimmen | Ja      | Ja (%)  | Nein    | Nein (%) |
| -------------------------------------------------------- | --------------- | ------- | ------- | ------- | -------- |
| Anenii Noi                                               | 29.347          | 14.336  | 48,85 % | 15.011  | 51,15 %  |
| Bălți                                                    | 49.046          | 14.430  | 29,42 % | 34.616  | 70,58 %  |
| Basarabeasca                                             | 8.386           | 3.075   | 36,67 % | 5.311   | 63,33 %  |
| Briceni                                                  | 22.768          | 6.518   | 28,63 % | 16.250  | 71,37 %  |
| Cahul                                                    | 38.419          | 16.830  | 43,81 % | 21.589  | 56,19 %  |
| Cantemir                                                 | 17.101          | 9.129   | 53,38 % | 7.972   | 46,62 %  |
| Călărași                                                 | 22.925          | 13.860  | 60,46 % | 9.065   | 39,54 %  |
| Căușeni                                                  | 27.868          | 13.928  | 49,98 % | 13.940  | 50,02 %  |
| Chișinău                                                 | 348.707         | 195.277 | 56,00 % | 153.430 | 44,00 %  |
| Cimișlia                                                 | 18.100          | 9.033   | 49,91 % | 9.067   | 50,09 %  |
| Criuleni                                                 | 27.332          | 16.453  | 60,20 % | 10.879  | 39,80 %  |
| Dondușeni                                                | 13.852          | 3.762   | 27,16 % | 10.090  | 72,84 %  |
| Drochia                                                  | 28.348          | 9.275   | 32,72 % | 19.073  | 67,28 %  |
| Dubăsari                                                 | 11.735          | 4.818   | 41,06 % | 6.917   | 58,94 %  |
| Edineț                                                   | 26.083          | 7.758   | 29,74 % | 18.325  | 70,26 %  |
| Fălești                                                  | 30.570          | 10.239  | 33,49 % | 20.331  | 66,51 %  |
| Florești                                                 | 29.035          | 10.917  | 37,60 % | 18.118  | 62,40 %  |
| Gagausien                                                | 57.847          | 2.985   | 5,16 %  | 54.862  | 94,84 %  |
| Glodeni                                                  | 18.659          | 6.293   | 33,73 % | 12.366  | 66,27 %  |
| Hîncești                                                 | 35.665          | 20.992  | 58,86 % | 14.673  | 41,14 %  |
| Ialoveni                                                 | 38.480          | 26.050  | 67,70 % | 12.430  | 32,30 %  |
| Leova                                                    | 15.782          | 7.769   | 49,23 % | 8.013   | 50,77 %  |
| Nisporeni                                                | 19.787          | 11.889  | 60,08 % | 7.898   | 39,92 %  |
| Ocnița                                                   | 17.224          | 3.627   | 21,06 % | 13.597  | 78,94 %  |
| Orhei                                                    | 42.508          | 19.760  | 46,49 % | 22.748  | 53,51 %  |
| Rezina                                                   | 16.151          | 7.888   | 48,84 % | 8.263   | 51,16 %  |
| Rîșcani                                                  | 22.180          | 6.960   | 31,38 % | 15.220  | 68,62 %  |
| Sîngerei                                                 | 28.003          | 11.244  | 40,15 % | 16.759  | 59,85 %  |
| Soroca                                                   | 32.621          | 12.415  | 38,06 % | 20.206  | 61,94 %  |
| Strășeni                                                 | 32.105          | 20.023  | 62,37 % | 12.082  | 37,63 %  |
| Șoldănești                                               | 13.322          | 5.661   | 42,49 % | 7.661   | 57,51 %  |
| Ștefan Vodă                                              | 22.104          | 10.567  | 47,81 % | 11.537  | 52,19 %  |
| Taraclia                                                 | 15.799          | 1.258   | 7,96 %  | 14.541  | 92,04 %  |
| Telenești                                                | 22.167          | 12.693  | 57,26 % | 9.474   | 42,74 %  |
| Transnistrien                                            | 15.526          | 4.816   | 31,02 % | 10.710  | 68,98 %  |
| Ungheni                                                  | 37.819          | 16.355  | 43,25 % | 21.464  | 56,75 %  |
| Ausland                                                  | 235.503         | 181.254 | 76,96 % | 54.249  | 23,04 %  |
| Gesamt                                                   | 1.488.874       | 749.719 | 50,35 % | 739.155 | 49,65 %  |
| Quelle: Comisia Electorală Centrală a Republicii Moldova |                 |         |         |         |          |

## Prüfung vor dem Verfassungsgerichtshof
Am 31. Oktober 2024 bestätigte das moldauische Verfassungsgericht mit einer Stimmenmehrheit von 4 zu 2 Stimmen die Gültigkeit des Referendums.

## Belege
1. ↑  Moldau. In: Rat der EU und der Europäische Rat. Abgerufen am 15. Mai 2024.
2. ↑  Stephan Laack: Zehntausende bei pro-europäischer Kundgebung in Moldau. In: tagesschau.de. 21. Mai 2023, abgerufen am 15. Mai 2024.
3. ↑  Republik Moldau: EU-Referendum und Präsidentschaftswahl am 20. Oktober. Euractiv, 17. Mai 2024, abgerufen am 21. Oktober 2024.
4. ↑  Moldovan Parliament backs bid to join EU, but divisions remain. Euractiv, 22. März 2024, abgerufen am 21. Oktober 2024.
5. ↑  Russlands Einfluss auf Moldau: Putins gagausische Operation. FAZ, 3. Mai 2024, abgerufen am 21. Oktober 2024.
6. ↑  Moldovan president launches campaign to promote EU referendum. In: Reuters. 18. März 2024, abgerufen am 15. Mai 2024 (englisch).
7. 1 2 3 4 5  Iurie Rotari:  Ce partide vor face agitație în campania pentru referendumul despre aderarea R. Moldova la UE In: Radio Europa Liberă, 25. September 2024. Abgerufen am 26. September 2024 (rumänisch).
8. 1 2 3 4 5 6 7 8 9 10 11 12 13 14 15  Înregistrarea participanților la referendum. In: a.cec.md. Abgerufen am 26. September 2024 (rumänisch).
9. ↑   Liderul PLDM, Vlad Filat, spune că nu va putea candida la prezidențiale In: Radio Europa Liberă, 26. August 2024. Abgerufen am 18. Oktober 2024 (rumänisch).
10. ↑  Wahl in Moldawien: Ukraine-Nachbar stimmt über EU-Referendum ab. 21. Oktober 2024, abgerufen am 21. Oktober 2024.
11. ↑  Knappe Mehrheit in Moldau stimmt für EU-Kurs. 21. Oktober 2024, abgerufen am 21. Oktober 2024.
12. ↑  Moldova election: Russian cash-for-votes flows into Ukraine’s neighbour as nation heads to polls. Abgerufen am 21. Oktober 2024 (britisches Englisch).
13. ↑  Pjotr Sauer: ‘Russia’s dirty money will hijack our democratic process’: how tiny Moldova fears Kremlin is fixing EU referendum. In: The Observer. 12. Oktober 2024, ISSN 0029-7712 (theguardian.com [abgerufen am 21. Oktober 2024]).
14. ↑  Sarah Rainsford, Laura Gozzi: Moldovans vote in pivotal election and EU referendum. In: BBC News. 20. Oktober 2024, abgerufen am 20. Oktober 2024 (englisch).
15. ↑  Reacții după ce Curtea Constituțională a validat referendumul. „Am fost mai puternici decât furtul lor” (Reaktionen nach der Bestätigung des Referendums durch das Verfassungsgericht. „Wir waren stärker als ihr Diebstahl“). Ziarul de Gardă (www.zdg.md), 1. November 2024, abgerufen am 3. November 2024 (rumänisch).
16. ↑  Moldau. Präsidentin Maia Sandu mit deutlichem Wahlsieg bestätigt – Duda gratuliert. In: Polskie Radio. 11. April 2024, abgerufen am 4. November 2024.